# Astronomía de fenómenos transitorios
La astronomía de fenómenos transitorios es el estudio de cómo los objetos astronómicos cambian con el tiempo. Aunque se puede decir que el estudio comienza con las Cartas sobre las manchas solares de Galileo, el término ahora se refiere especialmente a objetos variables más allá del sistema solar. Esto puede deberse a movimientos o cambios en el objeto mismo. Los objetivos comunes incluidos son supernovas, estrellas variables pulsantes, novas, estrellas fulgurantes, blázares y núcleos galácticos activos. Los estudios del dominio del tiempo de la luz visible incluyen OGLE, HAT-Sur, PanSTARRS, SkyMapper, ASAS, SuperWASP, CRTS y, en un futuro cercano, el LSST en el Observatorio Vera C. Rubin.
La astronomía de fenómenos transitorios estudia dichos eventos, a menudo acortados por los astrónomos a transitorios, así como varios tipos de estrellas variables, incluidas las periódicas, cuasi periódicas y de comportamiento o tipo cambiante. Otras causas de la variabilidad del tiempo son los asteroides, las estrellas de alto movimiento propio, los tránsitos planetarios y los cometas .
Los transitorios caracterizan objetos o fenómenos astronómicos cuya duración de presentación puede ser de milisegundos a días, semanas o incluso varios años. Esto contrasta con la escala de tiempo de los millones o miles de millones de años durante los cuales han evolucionado las galaxias y las estrellas que las componen en nuestro universo. Singularmente, el término se usa para eventos violentos del espacio profundo, como supernovas, novas, estallidos de nova enana, brotes de rayos gamma y eventos de disrupción de mareas, así como microlentes gravitatorias.
La astronomía de fenómenos transitorios también implica estudios a largo plazo de estrellas variables y sus cambios en la escala de tiempo de minutos a décadas. La variabilidad estudiada puede ser intrínseca, incluyendo estrellas variables pulsantes periódicas o semirregulares, objetos estelares jóvenes, estrellas variables cataclísmicas, estudios de astrosismología; o extrínseco, que resulta de eclipses (en estrellas binarias, tránsitos planetarios), rotación estelar (en púlsares, manchas estelares ) o eventos de microlentes gravitatorias.
Los reconocimientos modernos de la astronomía en fenómenos transitorios a menudo utilizan telescopios robóticos, clasificación automática de eventos transitorios y notificación rápida a las personas interesadas. Los microscopios de parpadeo se han utilizado durante mucho tiempo para detectar diferencias entre dos placas fotográficas, y sustracción de imágenes se volvió más utilizada cuando la fotografía digital facilitó la normalización de parejas de imágenes. Debido a que se requieren grandes campos de visión, el trabajo en los fenómenos transitorios implica almacenar y transferir una gran cantidad de datos. Esto incluye técnicas de minería de datos, clasificación y manejo de datos heterogéneos. 
La importancia de la astronomía de fenómenos transitorios fue reconocida en 2018 por la Sociedad Astronómica de Alemania al otorgar la Medalla Karl Schwarzschild al profesor Andrzej Udalski por su "contribución pionera al crecimiento de un nuevo campo de investigación astrofísica, la astronomía de fenómenos transitorios, que estudia la variabilidad del brillo y otros parámetros de los objetos en el universo en diferentes escalas de tiempo". También se otorgó el Premio Dan David 2017 a los tres investigadores líderes en el campo de la astronomía de fenómenos transitorios: Neil Gehrels (Swift), Shrinivas Kulkarni (Fábrica de Transitorios Palomar), y Andrzej Udalski (Experimento de lente gravitatoria óptica).

## Historia
Antes de la invención de los telescopios, los eventos transitorios que eran visibles a simple vista, desde dentro o cerca de la Vía Láctea, eran muy raros y, a veces, con cientos de años de diferencia. Sin embargo, tales eventos se registraron en la antigüedad, como la Supernova en 1054 observada por astrónomos chinos, japoneses y árabes, y el evento en 1572 conocido como "Supernova de Tycho" en honor a Tycho Brahe, quien lo estudió hasta que se desvaneció después de dos años. Aunque los telescopios hicieron posible ver eventos más distantes, sus pequeños campos de visión, generalmente de menos de un grado cuadrado, significaron que las posibilidades de mirar en el lugar correcto en el momento correcto eran bajas. Las cámaras de Schmidt y otros astrógrafos con campo amplio se inventaron en el siglo XX, pero se utilizaron principalmente para observar los cielos inmutables.
Históricamente, la astronomía de fenómenos transitorios ha llegado a incluir la aparición de cometas y el brillo variable de las estrellas variables Cefeida.  El proyecto DASCH está digitalizando antiguas placas astronómicas expuestas desde la década de 1880 hasta principios de la de 1990 en poder del Observatorio del Harvard College.
El interés por los transitorios se intensificó cuando los grandes detectores CCD comenzaron a estar disponibles para la comunidad astronómica. A medida que se empezaron a utilizar detectores y telescopios con campos de visión más grandes en la década de 1990, se iniciaron las primeras observaciones de sondeo regulares y masivas, iniciadas por los sondeos de microlentes gravitatorias, como el Experimento de lente gravitatoria óptica y el Proyecto MACHO . Estos esfuerzos, además del descubrimiento de los eventos de microlentes en sí, dieron como resultado las estrellas variables del orden de magnitud más conocidas por la humanidad. Estudios del cielo posteriores y dedicados, como la Fábrica de Transitorios Palomar, la nave espacial Gaia y el Observatorio Vera C. Rubin, se centraron en expandir la cobertura del monitoreo del cielo a objetos más débiles, más filtros ópticos y mejores capacidades de medición de movimiento propio y posicional. En 2022, el observador óptico transitorio de ondas gravitacionales (GOTO) construido en Gran Bretaña comenzó a buscar colisiones entre estrellas de neutrones.
La capacidad de los instrumentos modernos para observar en longitudes de onda invisibles al ojo humano (ondas de radio, infrarrojos, ultravioleta, rayos X) aumenta la cantidad de información que se puede obtener cuando se estudia un transitorio.
En radioastronomía, el LOFAR busca transitorios de radio. Los estudios del los fenómenos transitorios de radio han incluido durante mucho tiempo los púlsares y el centelleo. Los proyectos para buscar transitorios en rayos X y rayos gamma incluyen: Cherenkov Telescope Array, eROSITA, AGILE, Fermi, HAWC, INTEGRAL, MAXI, Swift y Space Variable Objects Monitor. Los brotes de rayos gamma son un transitorio electromagnético de alta energía bien conocido. El propuesto satélite ULTRASAT observará un campo de más de 200 grados cuadrados continuamente en una longitud de onda ultravioleta que es particularmente importante para detectar supernovas a los pocos minutos de su ocurrencia.